# 西伯达等壳蛤
西伯达等壳蛤（学名：Isoconcha sibogai），是帘蛤目寄生蛤科等殼蛤屬的一种。主要分布于中国大陆，常栖息在水深760米、软泥。